# Pioneer Crossing
Pioneer Crossing ist ein niedriger Gebirgspass an der Ingrid-Christensen-Küste des ostantarktischen Prinzessin-Elisabeth-Lands. Auf der Langnes-Halbinsel in den Vestfoldbergen führt er vom südöstlichen Arm des Tryne-Fjords zum Langnes-Fjord.
Norwegische Kartographen kartierten ihn anhand von Luftaufnahmen der Lars-Christensen-Expedition 1936/37. Eine Schlittenmannschaft unter der Leitung des neuseeländischen Geologen Bruce Harry Stinear (1913–2003) beging ihn erstmals 1957 im Rahmen der Australian National Antarctic Research Expeditions. Die Benennung soll an diese Pioniertat erinnern.